# Журуа
Журуа (на португалски: Rio Jurua; на испански: Rio Jurua) е река в североизточната част на Перу, в региона Укаяли и западната част на Бразилия, в щатите Акри и Амазонас, десен приток на Амазонка. Дължината ѝ е 3283 km (втори по дължина след Мадейра приток на Амазонка), площ на водосборния басейн – 225 828 km² (3,15% от водосборния басейн на Амазонка).
Река Журуа се образува на 240 m н.в. от сливането на двете съставящи я реки Торо (лява съставяща) и Пикеяка (дясна съставяща), в югоизточната част на региона Укаяли в Перу. Двете съставящи я реки водят началото си от източните подножия на Андите. По цялото си протежение река Журуа тече през Амазонската низина в глинести, лесно разрушими брегове, сред гъсти и влажни екваториални гори и с няколко хиляди меандри. В горното течение има предимно северна посока, в средното – предимно източна, а в долното – североизточна. Влива се отдясно в река Амазонка, на 37 m н.в., на около 150 km нагоре от големия град Тефе.
Основни притоци: леви – Моа, Ипишуна; десни – Грегорио (350 km), Ейру, Тарауака (715 km, най-голям приток). Подхранването ѝ е предимно дъждовно. Пълноводието ѝ е от януари до май, когато е сезонът на дъждовете, а маловодието – през октомври. Средният годишен отток в долното течение е 8440 m³/s. Плавателна е за плитко газещи речни съдове на 1823 km от устието, до град Крузейру ду Сул. Поради непроходимите гори и блата, през които преминава, долината на река Журуа е много слабо населена, като има само около 25 малки населени места, предимно индиански села.